# Unicoi
La ville américaine d’Unicoi est située dans le comté d'Unicoi, dans l’État du Tennessee. Selon le recensement de 2010, sa population s’élève à 3 632 habitants.

## À noter
Unicoi n’est pas le siège du comté, situé à Erwin.

## Source
- (en) Cet article est partiellement ou en totalité issu de l’article de Wikipédia en anglais intitulé « Unicoi, Tennessee » (voir la liste des auteurs).